# Ludwig Burmester
Ludwig Ernst Hans Burmester (5 de maig de 1840 – 20 d'abril de 1927) va ser un geòmetre alemany, especialitzat en cinemàtica.
Burmester ha donat nom al mecanisme de Burmester de 1888, que és una connexió de quatre barres la corba d'acoblament de les quals és una línia aproximadament recta, a les plantilles Burmester, un joc de plantilles que s'utilitzaven tradicionalment per retolar corbes còniques, també conegudes com a "corbes franceses", i a la teoria de Burmester, un desenvolupament matemàtic que descriu el comportament cinemàtic dels mecanismes.

## Biografia
Els seus pares van ser l'horticultor Gottfried Burmester i Wilhelmine Weigel. A l'edat de 14 anys va començar el seu aprenentatge en un taller de mecànica de precisió d'Hamburg, freqüentant l'Escola Politècnica d'Otto Jennssen. Interessat en el telègraf, es va traslladar a Berlín a treballar a Siemens & Halske, on va construir una màquina d'aquest tipus.

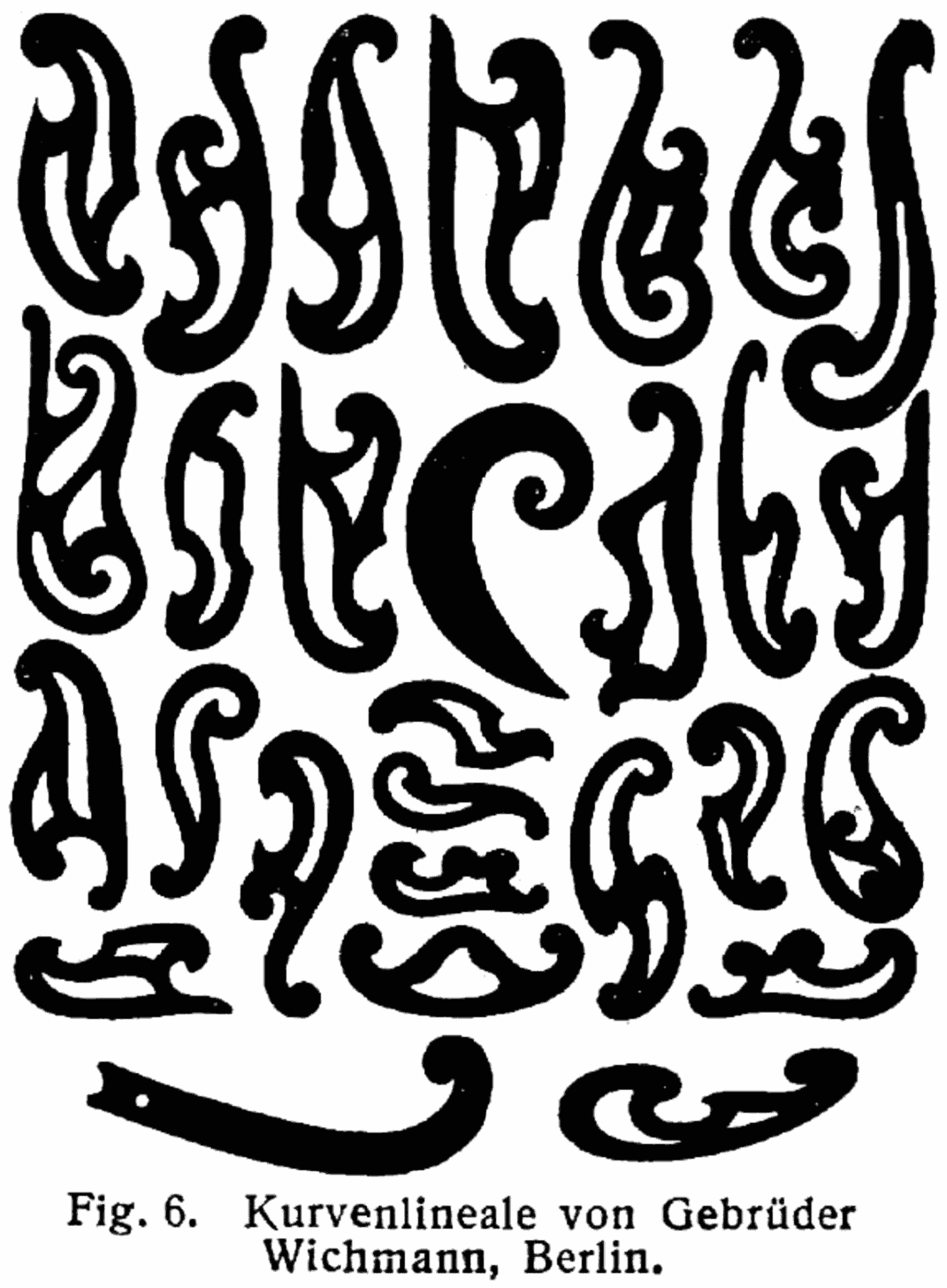
Siluetes de diferents corbes Burmester

Posteriorment va estudiar a Dresden, Göttingen i Heidelberg. En la seva tesi doctoral presentada a la Universitat Georg-August de Göttingen, titulada "Über die Elemente einer Theorie der Isophoten" (Sobre els elements d'una teoria de les isòfotes), estudiava les línies formades sobre una superfície definides per una adreça de llum. Després d'un període com a professor a Łódź, va obtenir el lloc de professor de geometria sintètica a Dresden, a la Reial Politècnica de Saxònia. Allí va coincidir amb el físic Christian Mohr que en aquella època estava desenvolupant les seves recerques en enginyeria mecànica sobre el cercle de Mohr.
El seu creixent interès per la cinemàtica es va plasmar amb la seva participació en l'obra "Lehrbuch der Kinematik, Erster Band, Die ebene Bewegung" (Llibre de Text de Cinemàtica, Primer Volum, Moviment Pla) de 1888, desenvolupant una aproximació a la teoria d'acoblament mecànic introduïda per Franz Reuleaux, per la qual un mecanisme planar s'entén com una col·lecció de plans euclidians en moviment relatiu amb un grau de llibertat. Burmester va considerar la teoria de la cinemàtica planar sobre pràcticament tots els mecanismes reals coneguts al seu temps. Per a això, va desenvolupar la denominada teoria de Burmester, que aplica la geometria projectiva al lloc dels punts del pla que es mouen en línies rectes i en cercles, on qualsevol moviment pot ser definit amb relació a quatre punts de Burmester.
El 1884 fou elegit membre de l'Acadèmia Leopoldina. El 1887 va començar a treballar com a professor de geometria descriptiva i cinemàtica a la Universitat Tècnica de Múnic.
El 1905 es va convertir en membre honorari de l'Acadèmia de Ciències de Baviera i 1906 se li va atorgar el doctorat honorari per la Universitat d'Hannover.